# میرا (گروه موسیقی)
میرا نام یک گروه راک تلفیقی زیرزمینی ایرانی است. فرزام رحیمی، سرپرست این گروه در خارج از کشور به سر می‌برد.

## اعضای میرا
بابک آخوندی گیتاریست و آهنگساز (به دلیل مهاجرت به آلمان به همکاری خود با گروه پایان داد)، رضا مقدس نوازنده کیبورد (به دلیل مهاجرت به کانادا به فعالیت خود در گروه خاتمه داد)، کسرا ابراهیمی نوازنده درامز و دارا دارایی نوازندهٔ گیتار باس 